# Malachias Koll
Malachias Koll OCist (* 14. Oktober 1783 in Baden (Niederösterreich); † 4. Dezember 1844 in Münchendorf) war ein österreichischer Ordenspriester und Historiker.

## Leben
Malachias Koll wurde am 3. Oktober 1801 in Heiligenkreuz eingekleidet, legte am 21. Oktober 1804 die Profess ab und feierte am 1. November 1806 seine Primiz. Er war 1806 bis 1807 Konviktspräfekt und äbtlicher Zeremoniär, wirkte 1807 bis 1812 als Professor am Zisterziensergymnasium zu Wiener Neustadt, 1812 bis 1820 als Professor des neutestamentlichen Bibelstudiums am Institutum Theologicum in Heiligenkreuz und trug dort von 1817 bis 1819 zugleich alttestamentliche Bibelkunde und die orientalischen Sprachen vor.
Vom März 1820 bis Oktober 1824 war er Pfarrverweser in Pfaffstätten, 1824 bis 1832 Kämmerer, 1825 bis 1832 zugleich Küchenmeister und Amtsverwalter. 1832 bis 1841 war er Verwalter des Heiligenkreuzerhofes in Wien. Dort war er für die Verwaltung des Stadthofes zuständig und betreute das Heiligenkreuzer Stiftsarchiv, das sich zu der Zeit in dem Gebäude befand.
Vom November 1841 bis zu seinem Tod war er als Pfarrverweser in Münchendorf tätig. Die Privatbibliothek, die nach seinem Tod in die Bestände der Stiftsbibliothek übergingen, bestand aus 1200 Bänden.
Kolls Veröffentlichungen zeugen von einer Begeisterung für die aufkommende österreichische Geschichtsforschung, doch greifen sie noch nicht auf die gründliche Quellenarbeit zurück, die den wissenschaftlichen Standard für nachfolgende Generationen darstellte.

## Publikationen
- Zur Feier der fünfzigjährigen Priesterwürde des Hoch- und Wohlehrwürdigen Herrn P. Engelbert Schwan, Kapitularen der Cist.-Stifte Heiligenkreuz und St. Gotthardt, emer. Prior und d. Z. Administrator der Stiftsherrschaft Trumau. Im Stifte Heiligenkreuz am 15. November 1828. Im Namen aller Stiftskapitularen demselben ehrfurchtsvoll gewidmet von P. Malachias Koll, d. Z. Stiftskämmerer. Eine Cantate in Musik gesetzt von Franz Xaver Fischer, Waisenverwalter. Wien, gedr. Im Steyrerhof Nr. 727.
- Im Bd. IV der Historischen und topographischen Darstellung von Baden und dem Stifte Heiligenkreuz (Wien 1825 bei Doll) sind folgende Darstellungen von Koll: Sparbach p. 19–22; Tallern p. 146–147; Stift und Pfarre Heiligenkreuz p. 175–237; Münchendorf p. 245–248; Pfaffstätten p. 255–263; Raisenmarkt p. 263–269; Sittendorf p. 270–276; Sulz p. 279 bis 280; Trumau p. 809–812.
- Die doppelte Säcularfeier der vereinigten Cistercienser-Stifte Heiligenkreuz und St. Gotthard. (Pletz: Neue theol. Zeitschr. 1834. 7. Jahrg. 2. Bd. p. 271–274.)
- Das Stift Heiligenkreuz in Oesterreich V. U. W. W. mit dem dazu gehörigen Pfarreyen und Besitzungen sammt dem vereinigten Stifte St. Gotthardt in Ungarn. Topographisch geschichtlich dargestellt von … Mit 5 Ansichten. Wien 1834.
- Chronicon breve Monasteriorum Ord. Cisterc. Ad Sanctam Crucem in Austria et ad St. Gotthardum in Ungaria. Adjecta serie omnium nobilium benefactorum ibidem sepultorum; una cum catalogo religiosorum omnium, qui ab anno 1534 et ultra usque nunc ibidem vixerunt et adhuc vivunt. Vindobonae. 1834.
- Zur Weihe der siebenten Säcularfeyer des im Jahre 1134 vom heil. Leopold, Markgrafen von Oesterreich, gegründeten Zisterzienser Stiftes Heiligenkreuz, den 14. September 1834, von Malachias Koll, Kapitular dieses Stiftes. Eine Cantate in Musik gesetzt von Johann Gänsbacher, Kapellmeister am fürsterzbischöflichen Dome zu St. Stephan in Wien.
- Predigt zur Feier der Heiligsprechung des heiligen Alphons Maria Liguori in der Kirche der Frauen-Congregation des Allerheiligsten Erlösers zu Wien, den 24. November 1839, gesprochen von P. Malachias Koll. Wien 1839.
- Außerdem sind von ihm handschriftliche Aufzeichnungen und Notizen aus dem Archiv sowie Reiseberichte vorhanden.